# Кусари-Лиля, Мимоза
Мимоза Кусари-Лиля (алб. Mimoza Kusari-Lila; род. 1975) — косово-албанский государственный и политический деятель, член Альянса нового Косова (AKR), а затем — партии «Альтернатива».

## Биография
Мимоза Кусари родилась 16 октября 1975 года в городе Джяковица на юго-западе Косова в семье интеллигентов: отец был врачом-пульмонологом, мать — учителем албанского языка и литературы в школе. Некоторое время семья жила в косовском городе Печ), затем в середине 1980-х годов снова вернулась в Джяковице.
Окончила гимназию «Hajdar Dushi», после чего поступила на экономический факультет Университета Приштины (прекратил существование в 1999 году), окончив его по специальности «Менеджмент и информационные системы», при этом работая для оплаты обучения.
Когда в 1998—1999 годах разгорелся конфликт в Косове, она работала в организации «Врачи без границ» и в ОБСЕ. Также работала в лагере для беженцев в Македонии, получив престижную стипендию Ron Brown Scholarship от Госдепартамента США для продолжения обучения на MBA в США. Во время пребывания в США, Кусари-Лиля продолжила обучение в Институте экономики, Университете Колорадо и Университете Дюкейна в Питтсбурге (штат Пенсильвания), получив степень магистра в области электронного бизнеса.
В Америке проявила активность в организации и работе студенческих сообществ, проявив лидерские качества. Основала и была первым президентом Ассоциации деловых женщин университета Дюкейн (англ. Association of Business Women of Duquesne University) и была в числе трёх стипендиатов Ron Brown Scholarship из стран Восточной Европы, приглашённых госсекретарём Мадлен Олбрайт на празднование Международной недели образования в Вашингтоне. После окончания учебы она работала в качестве стажёра в отделе электронных продаж корпорации Bayer Corporation в Питтсбурге.

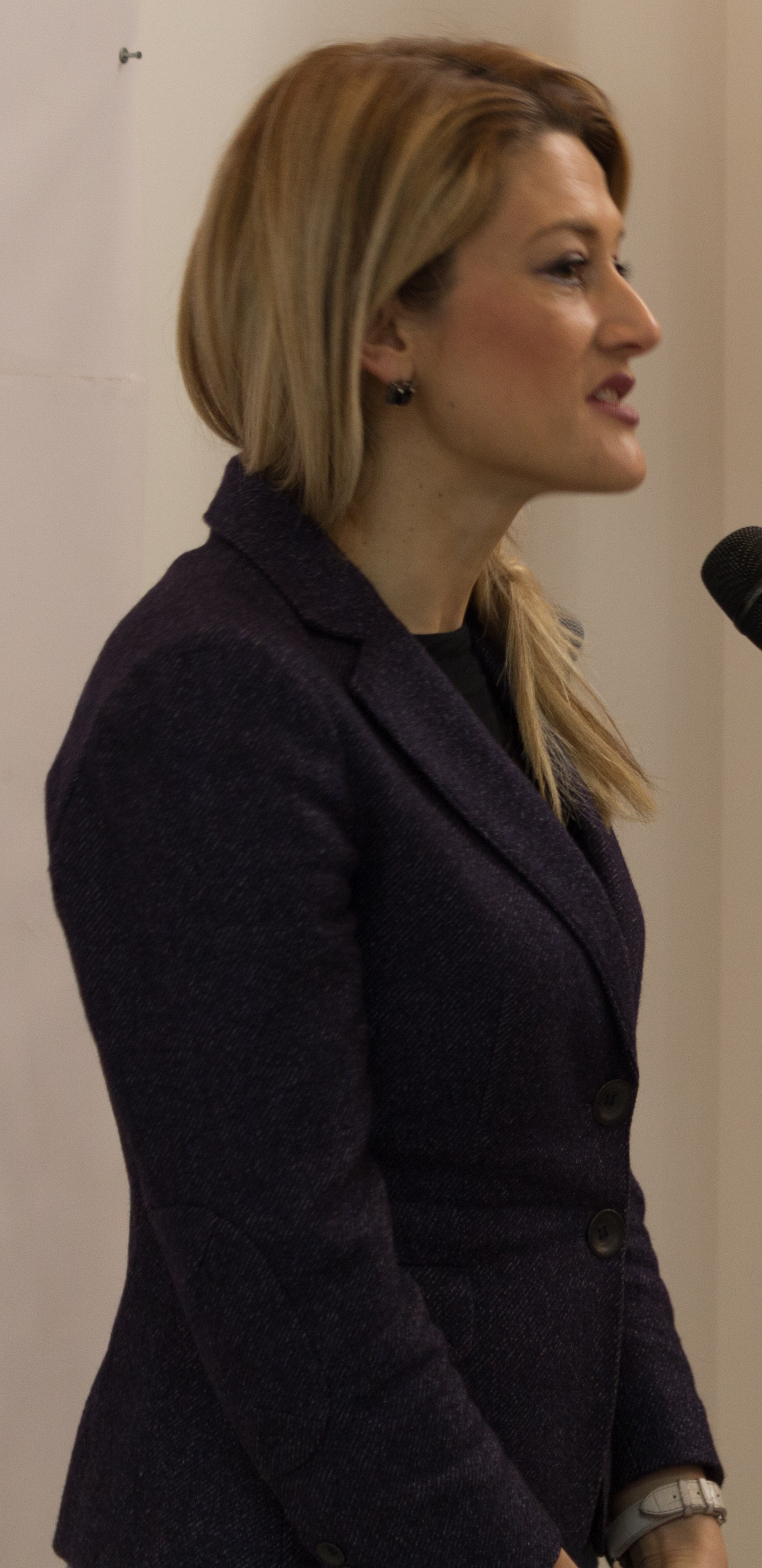
В 2014 году

После возвращения в Косово в 2001 году, Мимоза Кусари-Лиля от Всемирного банка в проекте USAID по поддержке предпринимателей Косова. Её лидерские качества и управленческий опыт в работе способствовали созданию American University in Kosovo — ныне одного из ведущих косовских вузов. В 2003 году перешла на государственную службу, когда ей предложили должность пресс-секретаря и политического советника тогдашнего премьер-министра Косова Байрама Реджепи, став первой женщиной на этом посту. Временно отошла от политики в конце 2004 года, из-за брака с Арбеном Лиля и последующим рождением сына. После брака она добавили фамилию мужа к своей, используя двойную фамилию в последующей деятельности.
Возобновила свою деятельность в качестве директора департамента энергетики в Министерстве энергетики и угольной промышленности, позже — в Американской торговой палате Косова, где проработала в качестве исполнительного директора в 2006—2009 годах. В 2009 году участвовала в четырёхмесячном исследовательской программе Фулбрайта Джорджтаунского университета в Вашингтоне. В этом же году выдвинула свою кандидатуру на пост мэра города Джяковица от партии АКР, но не победила в выборах. В феврале 2011 года была назначена заместителем премьер-министра Косова и министром торговли и промышленности, проработав на этих должностях до 2 октября 2013 года, когда окончательно ушла со своих должностей в правительстве для участия в избирательной кампании на пост мэра Джяковицы второй раз. В этот раз, победив во втором туре выборов, Мимоза Кусари-Лиля стала первой женщиной-мэром в истории Косова; находится на этом посту с ноября 2013 года.
Замужем, имеет двоих детей.